# Richard Merz (Tanzkritiker)
Richard Merz (geboren 1. Mai 1936 in Zug; gestorben 9. März 2015)  war ein Schweizer Tanzkritiker. 

## Leben
Richard Merz absolvierte nach dem Besuch des Gymnasiums zunächst eine Ausbildung zum Schauspieler und arbeitete für eine Saison als Schauspieler und Regieassistent am Theater Frankfurt am Main. Er wirkte im Zürcher Kammersprechchor mit und stand diesem später als sprachlicher Leiter vor. Für den Chor richtete er Werke wie die Ursonate ein und brachte mit ihm auch eigene Stücke zur Aufführung. Er machte eine Ausbildung zum Grundschullehrer und arbeitete von 1960 bis 1965 in diesem Beruf. Ab 1967 absolvierte er ein Studium in Germanistik, Religionsgeschichte und Psychologie an der Universität Zürich und wurde mit der Dissertation Die numinose Mischgestalt promoviert. Nach einer psychoanalytischen Ausbildung arbeitete er von 1976 bis 1992 am Institut für Angewandte Psychologie (IAP), danach eröffnete er eine eigene psychoanalytische Praxis in Zürich.  
Schon seit Beginn seines Studiums schrieb Merz als freier Mitarbeiter Theaterkritiken für Regionalzeitungen, seit 1978 veröffentlichte er regelmässig Ballett- und Tanzkritiken in der Neuen Zürcher Zeitung. Er schrieb Beiträge für die International Encyclopedia of Dance und das Theaterlexikon der Schweiz.  

## Schriften
- Die numinose Mischgestalt. Methodenkritische Untersuchung zu tiermenschlichen Erscheinungen Altägyptens, der Eiszeit und der Aranda in Australien. Berlin: De Gruyter, 1978.